# کرکوود (دهانه)
کیرکوود یک دهانه برخوردی در ماه‌ است.

## دهانه‌های اقماری
این دهانه ۲ دهانه اقماری دارد.
| Kirkwood | عرض جغرافیایی | طول جغرافیایی | قطر          |
| -------- | ------------- | ------------- | ------------ |
| Y        | ۷۲.۲° N       | ۱۵۷.۵° W      | ۱۹.۰ کیلومتر |
| T        | ۶۹.۴° N       | ۱۶۵.۲° W      | ۱۹.۰ کیلومتر |